# Debar
Debar (makedonski: Дебaр, albanski: Dibra) je grad od 14 561 stanovnika na zapadu Sjeverne Makedonije, blizu granice s Albanijom. Debar leži na putu Struga - Gostivar na obalama Debarskog jezera kojeg tvore rijeke Crni Drim i Radika.
Sjedište je istoimene Općine Debar, koja ima oko 19 542 stanovnika 
(po popisu iz 2002.).

## Povijest
Prvi pisani dokument u kome se spominje Debar je Ptolomejeva mapa, napravljena sredinom 2. stoljeća pr. Kr. u kojoj se naziva Deborus.
Bohemond I. Antiohijski i njegovi Normani zauzeli su Debar 1107. U XIII. st. i XIV. st. Debar je padao iz ruke u ruku, između Epirske Despotovine, Drugog Bugarskog carstva i Srbije.
Tijekom XIV. st. Debar i njegova okolica potpali su pod vlast Otomanskog carstva. 
U XV. st. albanski knez Gjerg Kastriot Skenderbeg, postao je vođa pobune Albanaca protiv otomanske vlasti. Tako je Debar postao granica pobunjenih zemalja i mjesto stalnih borbi između 1443. i 
1465. godine. Pored Debra zbile su se dvije značajne bitke 29. travnja 1444. i 27. rujna 1446. godine, u obje su Turci bili pobjeđeni. 
U XIX. st. stanovnici Debra su se još jedanput bezuspješno pobunili protiv otomanske vlasti. Tada je Debar obišao i u njemu proboravio francuski putnik i geolog Ami Boué i zabilježio da u gradu ima 64 dućana i 4 
200 stanovnika. Debar je bio sjedište sandžaka u Vilajetu Skadar do 1877., nakon toga bio je pod upravom Bitolskog Vilajeta (od 1877. do 1912.) kao Debre ili Debre-i Bala (to je značilo Gornji Debar za razliku od mjesta Debre-i Zi (Donjeg Debra) a to je bio današnji grad u Albaniji - Peshkopi.
Albanski stanovnici Debra bili su aktivni u albanskom nacionalnom pokretu tako su i prvaci iz Debra sudjelovali 1. studenog 1878. u osnutku Prizrenske Lige.
Za vrijeme Prvog balkanskog rata 1912. – 1913., Debar je poput ostale Vardarske Makedonije priključen tadašnjoj Kraljevini Srbiji. U rujnu 1913. dio stanovnika Debra i okolice podigao se na ustanak protiv Srpske vlasti, u rujnu su grad zauzele snage Albanske vojske, ali ih je srpska vojska još istog mjeseca 
protjerala iz grada.

## Zemljopisne odlike
Debar leži na jugoistoku Debarskog polja na 625 metara nadmorske visine. Okružen je  
planinama Dešat, Stogovo i Jablanica.
U blizini grada su Debarsko jezero, rijeka Crni Drim i njegova pritoka Radika. 

## Kultura
Debar i njegova okolica u prošlosti su bili poznati po svojim zanatlijama, drvodjeljama,  
drvorezbarima, zidarima, slikarima, naročito od XVII do XIX st. Sve to nije bilo slučajno, 
Debar je uz Samokov i Bansko imao poznatu drvorezbarsku školu. Radovi Debarskih 
majstora mogu se naći po crkvama i javnim zgradama po cijelom Balkanu. Dobar primjer 
rada Debarske drvorezbarske škole može se vidjeti u obližnjem manastiru Sv.Jovan Bigorski.
Pored Debra na padinama planine Bistra, uz rijeku Radiku, nalazi se poznati manastir Sv.Jovan Bigorski, koji je potpuno obnovljen u XIX st. Manastir je izgrađen na ostatcima starije crkve iz 1021. godine.

## Gospodarstvo
Najpoznatije poduzeće iz Debra je rudnik i tvornica gipsa Radika KNAUF, u Debru dobro 
posluje i slavne Debarskite Banji kao i Hidrocentrala Špilje. U Debru ima nekoliko 
malih tradicionalnih manufaktura sagova (oni se većinom izvoze, jer su ručni rad)

## Stanovništvo
Po popisu stanovništa iz 2002. Debar je imao 14 561 stanovnika, a njihov sastav bio je sljedeći:
- Albanci 10 768
- Turci 1 415
- Makedonci 1 054
- Romi 1 079
- ostali 245

## Poznate osobe
- Bebe Rexha, američka pjevačica, po ocu iz Debra

## Vanjske poveznice
- Debar na stranicama cyber macedonia  Arhivirana inačica izvorne stranice od 21. srpnja 2008. (Wayback Machine)
- Debar (Municipality, Macedonia)